# ニーデルンヴェーレン
ニーデルンヴェーレン (ドイツ語: Niedernwöhren) は、ドイツ連邦共和国ニーダーザクセン州シャウムブルク郡の町村（以下、本項では便宜上「町」と記述する）の一つで、ザムトゲマインデ・ニーデルンヴェーレンの本部所在地である。

## 歴史
この町は1232年の遺贈書に初めて記録されている。シャウムブルクの森に面した一連の開墾農場がこの集落の萌芽であった。

## 行政

### 議会
この町の議会は11議席からなる。

## 宗教
この町の住民は主にプロテスタントの信者である。
- ニーデルンヴェーレン町内のルター派教会組織教会組織は、ミッテルブリングはポルハーゲンの教会組織に属し、それ以外はメーアベックの教会組織の一部をなす。
- この町のカトリック住民はシュタットハーゲンの聖ヨーゼフ教会の組織に属す。

## 経済と社会資本

### 交通
ニーデルンヴェーレンから 3 km 南に、連邦道B65号線と鉄道ビーレフェルト - ハノーファー線に面した都市シュタットハーゲンがある。町内を東西にミッテルラント運河が通っている。

## 引用
1. ↑  Landesamt für Statistik Niedersachsen, LSN-Online Regionaldatenbank, Tabelle A100001G: Fortschreibung des Bevölkerungsstandes, Stand 31. Dezember 2023